# Linia kolejowa nr 58
Linia kolejowa nr 58 Zubki Białostockie – Waliły Las – zlikwidowana szerokotorowa linia kolejowa o długości 7,605 km, położona przy granicy z Białorusią na skraju Puszczy Knyszyńskiej

## Historia
Linia została zbudowana w celach wojskowych około 1955 r. do obsługi Stałego Rejonu Przeładunkowego Zubki Białostockie w miejscu, gdzie przed ustalaniem nowych granic w 1945 biegła linia Białystok - Wołkowysk.
Od lat 60. XX wieku linia była wykorzystywana jako towarowa w ruchu międzynarodowym i tranzytowym. Przewożono nią m.in. ładunki niebezpieczne do Niemieckiej Republiki Demokratycznej ze Związku Radzieckiego. W latach 90. XX wieku infrastruktura przeładunkowa zlokalizowana wzdłuż linii została niemal w całości rozebrana. Linia uległa degradacji, a nawierzchnia w wielu miejscach zarosła lasem.
W 2006 r. linia kolejowa nr 58 została wykreślona z wykazu PKP PLK. W 2010 r. przeprowadzona została rozbiórka zachowanych torów.

## Opis
Linia przebiegała od przejścia granicznego w Zubkach Białostockich do stacji Zubki Białostockie i kończyła się kozłem oporowym na posterunku odgałęźnym Waliły Las. Była niezelektryfikowana, jednotorowa.
Tor linii od granicy do stacji przebiegał częściowo w splocie z torem linii kolejowej nr 37. Od linii kolejowej nr 58 odchodziły dwie bocznice na punkty przeładunkowe Grzybowiec i Straszewo. Od grupy torów linii na stacji Zubki Białostockie odgałęział się ponadto tor prowadzący na teren punktu trakcyjnego, gdzie dokonywano obracania lokomotyw radzieckich.